# Rockwasser
Rockwasser ist eine Deutschrock-Gruppe aus dem Münsterland.

## Geschichte
Am 11. November 2004 gründeten Matthias „Matze“ Bonnefeld, Michael „Michi“ Bonnefeld, Alex „Thunder“ Völker und Jörg „Jogi“ Woltering die Band Rockwasser.
Zuerst wurden bei den Proben vor allem Lieder von Bands gecovert, die man als musikalische Einflüsse bezeichnen könnte, da kein Bandmitglied bis kurz vor den ersten Proben ein Instrument gespielt hatte. Doch bereits nach kurzer Zeit wurden von Matthias Bonnefeld die ersten eigenen Lieder geschrieben und einstudiert.
Mitte 2005 wurden die ersten Konzerte gespielt und im April 2007 wurde dann die erste CD O.R.I.G.I.N.A.L. produziert und in Eigenregie veröffentlicht, worauf zahlreiche Konzerte folgten.
Im November 2008 erschien mit Hier bei uns das zweite Studioalbum der Asbecker Band, auch dieses wurde wieder in Eigenregie vertrieben. Dieses Album war im Gegensatz zum ersten viel mehr dem Deutschrock zuzuschreiben.
In den Jahren 2009 und 2010 folgten mehrere Konzerte mit bekannten Szenebands wie Betontod, Kärbholz und Massendefekt.
Im Herbst 2010 wurde das dritte Studioalbum In all den Jahren veröffentlicht. Es wurden die ersten größeren Festivals bespielt, wie das Ehrlich und Laut Festival, 20 Jahre Betontod Festival und das Kärbholz Heimspiel No.5. Daraufhin folgte ein Labelvertrag mit Better Than Hell und Rockwasser wurde Toursupport von Betontod auf ihrer Antirockstar-Tour 2012 in Wien, München und Frankfurt.
Nach einer 5-jährigen Schaffenspause wurde 2015 das vierte Studioalbum Immer noch nicht satt über Soulfood und im Fullsupport von Rookies & Kings veröffentlicht. Zudem wurden die ersten drei Alben re-remastert neu veröffentlicht. Es folgten Auftritte bei Festivals wie dem F.E.K.9 und dem Alpenflair.
2016 folgten Konzerte als Tourbegleitung von 9mm Assi Rock’n’Roll und Unantastbar.
2017 begleitete Rockwasser wieder zwei Tourkonzerte von Unantastbar, spielte auf diversen Festivals (G.O.N.D. F.E.K.9) und arbeitete an ihrem neuen Album, welches sie im November in den Rookies & Kings Studios in Südtirol aufgenommen hat.
Im Frühjahr 2018 folgte der Toursupport für 4 Shows der Band Frei.Wild. Es wurden mehrere Festivals im Sommer gespielt (Kärbholz-Heimspiel, Alpenflair, G.O.N.D., Borna Open Air, Pfeffelbach Open Air). Das fünfte Album HIER.HEUTE.JETZT wurde im Juni 2018 veröffentlicht.
Das sechste Studioalbum „C'est la vie“ wurde am 3. Juni 2022 veröffentlicht.

## Diskografie

### Alben
| Jahr | Titel                 | Höchstplatzierung, Gesamtwochen, AuszeichnungChartplatzierungen (Jahr, Titel, Platzierungen, Wochen, Auszeichnungen, Anmerkungen) | Höchstplatzierung, Gesamtwochen, AuszeichnungChartplatzierungen (Jahr, Titel, Platzierungen, Wochen, Auszeichnungen, Anmerkungen) | Höchstplatzierung, Gesamtwochen, AuszeichnungChartplatzierungen (Jahr, Titel, Platzierungen, Wochen, Auszeichnungen, Anmerkungen) | Anmerkungen |
| Jahr | Titel                 | DE | AT | CH | Anmerkungen |
| ---- | --------------------- | --- | --- | --- | --- |
| 2007 | O.R.I.G.I.N.A.L       | — | — | — | Erstveröffentlichung: April 2007, Eigenproduktion Re-Release 2015; Rockwasser (Soulfood) / Rookies & Kings        |
| 2008 | Hier bei uns          | — | — | — | Erstveröffentlichung: November 2008, Eigenproduktion Re-Release 2015; Rockwasser (Soulfood) / Rookies & Kings     |
| 2010 | In all den Jahren     | — | — | — | Erstveröffentlichung: 13. November 2010, Eigenproduktion Re-Release 2015; Rockwasser (Soulfood) / Rookies & Kings |
| 2015 | Immer noch nicht satt | — | — | — | Erstveröffentlichung: 11. September 2015 Rockwasser (Soulfood) / Rookies & Kings                                  |
| 2018 | Hier. Heute. Jetzt.   | DE37 (1 Wo.)DE | — | — | Erstveröffentlichung: 8. Juni 2018 Rookies & Kings                                                                |
| 2022 | C’est la vie          | DE21 (1 Wo.)DE | — | — | Erstveröffentlichung: 3. Juni 2022 Rockwasser (Soulfood) / Rookies & Kings                                        |

### EPs und Singles
- 2010: Germania hält ein Leben lang (Erstveröffentlichung: August 2012, Eigenproduktion)
- 2015: Was wir waren, was wir sind (Erstveröffentlichung: 19. Juni 2015; Rockwasser (Soulfood) / Rookies & Kings (iTunes-EP))
- 2018: Zusammen siegen und verlier’n (Erstveröffentlichung: 6. April 2018, Rookies & Kings (Soulfood))
- 2018: Durchs Feuer (Erstveröffentlichung: 1. Juni 2018, Rookies & Kings (Soulfood))
- 2022: Nicht einer von Millionen (Erstveröffentlichung: 14. Januar 2022, Rookies & Kings (Soulfood))
- 2022: Heute Nacht (Erstveröffentlichung: 4. Februar 2022, Rookies & Kings (Soulfood))
- 2022: Vom Wissen und Glauben (Erstveröffentlichung: 4. März 2022, Rookies & Kings (Soulfood))
- 2022: Alte Lieder (Erstveröffentlichung: 1. April 2022, Rookies & Kings (Soulfood))
- 2022: C'est la vie (Erstveröffentlichung: 20. Mai 2022, Rookies & Kings (Soulfood))
- 2024: 20 Jahre Wahnsinn (Erstveröffentlichung: 18. Oktober 2024, Rookies & Kings)

### Musikvideos
| Jahr | Titel                         | Anmerkungen                                             |
| ---- | ----------------------------- | ------------------------------------------------------- |
| 2015 | Immer noch nicht satt         | Erstveröffentlichung: 18. Juni 2016, Rookies & Kings    |
| 2017 | Was ich nicht weiß            | Erstveröffentlichung: 5. April 2017, Rookies & Kings    |
| 2018 | Zusammen siegen und verlier'n | Erstveröffentlichung: 6. April 2018, Rookies & Kings    |
| 2018 | Durchs Feuer                  | Erstveröffentlichung: 1. Juni 2018, Rookies & Kings     |
| 2018 | Noch einmal                   | Erstveröffentlichung: 8. Juni 2018, Rookies & Kings     |
| 2022 | Nicht einer von Millionen     | Erstveröffentlichung: 14. Januar 2022, Rookies & Kings  |
| 2022 | Heute Nacht                   | Erstveröffentlichung: 4. Februar 2022, Rookies & Kings  |
| 2022 | Vom Wissen und Glauben        | Erstveröffentlichung: 4. März 2022, Rookies & Kings     |
| 2022 | Alte Lieder                   | Erstveröffentlichung: 1. April 2022, Rookies & Kings    |
| 2022 | C'est la vie                  | Erstveröffentlichung: 20. Mai 2022, Rookies & Kings     |
| 2024 | 20 Jahre Wahnsinn             | Erstveröffentlichung: 18. Oktober 2024, Rookies & Kings |

## Sonstiges
- Die Band veranstaltete in den Jahren 2008 bis 2011 das Bolzrock Festival am Waldstadion in Legden-Asbeck, auf dem immer mehrere Szenebands des Deutschrocks (Betontod, Kärbholz, Wilde Jungs) aus ganz Deutschland mit mehreren regionalen Bands aus dem Westmünsterland auf der Bühne standen.
- Im November jeden Jahres findet das „Geburtstagskonzert“ der Band statt.